# Ducula melanochroa
Il piccione imperiale delle Bismarck o piccione imperiale nero (Ducula melanochroa P. L. Sclater, 1878) è un uccello della famiglia dei Columbidi diffuso nell'arcipelago di Bismarck.